# Тодор Војиновић
Тодор Војиновић (Горњи Добрић, 1760–1813) је био српски војвода и револуционар за време Првог српског устанка. Погинуо је у борби против Турака у Србији 1813. године.
Тодор Војиновић је рођен 1760. године у Горњем Добрићу, селу у данашњој општини Лозница у Мачванском округу, тада у саставу Јадарске нахије. Био је борац ветеран, буљукбаша (османски официрски чин еквивалентан капетану) Српског слободног корпуса, који се борио против Османлија током пограничне побуне Коче Анђелковића и Аустро-турског рата (1787–1791). Српски корпус је ослободио део Смедеревског санџака, који је ушао у састав Србије под хабзбуршком окупацијом (1788–1792).
Ђорђе Ћурчија је 1804. године одузео Турцима Јадар и Рачу и именовао Војиновића буљукбашом десне обале јадарског краја. Од тада је Војиновић остао једини виши војни заповедник на Јадру све до Анте Богићевића, уздигао га је у чин војводе. Када је Карађорђев устанак пропао, Војиновића су ухватиле турске окупаторске снаге и обесиле га 1813. године.